# Андросово (Курська область)
Андросово (рос. Андросово) — село в Желєзногорському районі Курської області Російської Федерації.
Населення становить 79 осіб. Входить до складу муніципального утворення Андросівська сільрада.

## Історія
Населений пункт розташований на території українського етнічного та культурного краю Східна Слобожанщина.
Від 2004 року входить до складу муніципального утворення Андросівська сільрада.

## Населення
| 1866 | 1877 | 1897 | 1926 | 1979 | 2002 | 2010 |
| ---- | ---- | ---- | ---- | ---- | ---- | ---- |
| 736  | ↘615 | ↗735 | →735 | ↘395 | ↘142 | ↘79  |